# Selenit (ion)

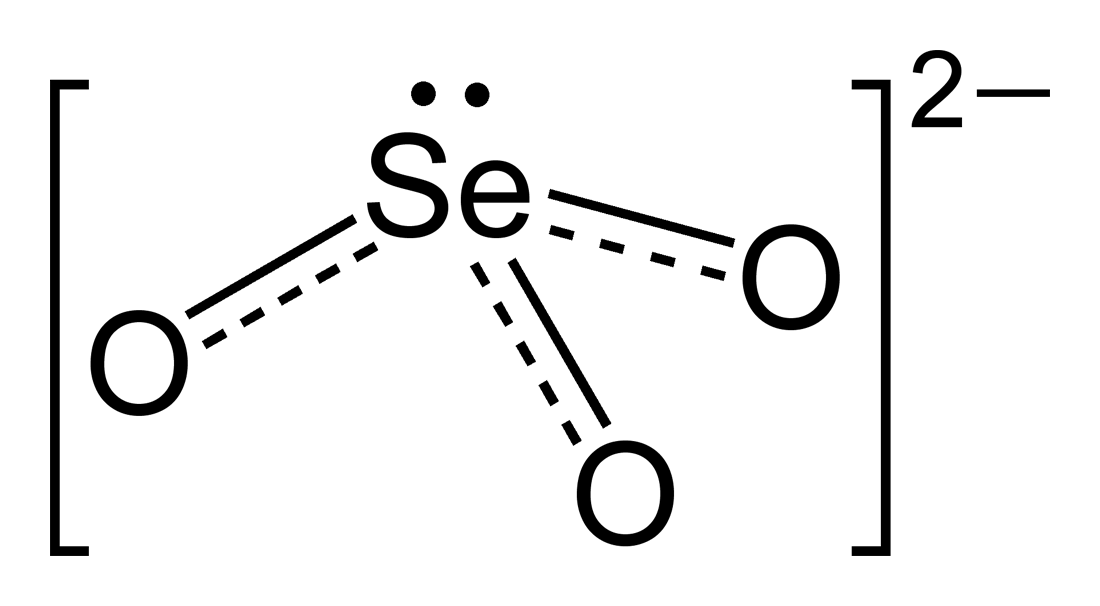
Cấu trúc của ion selenide

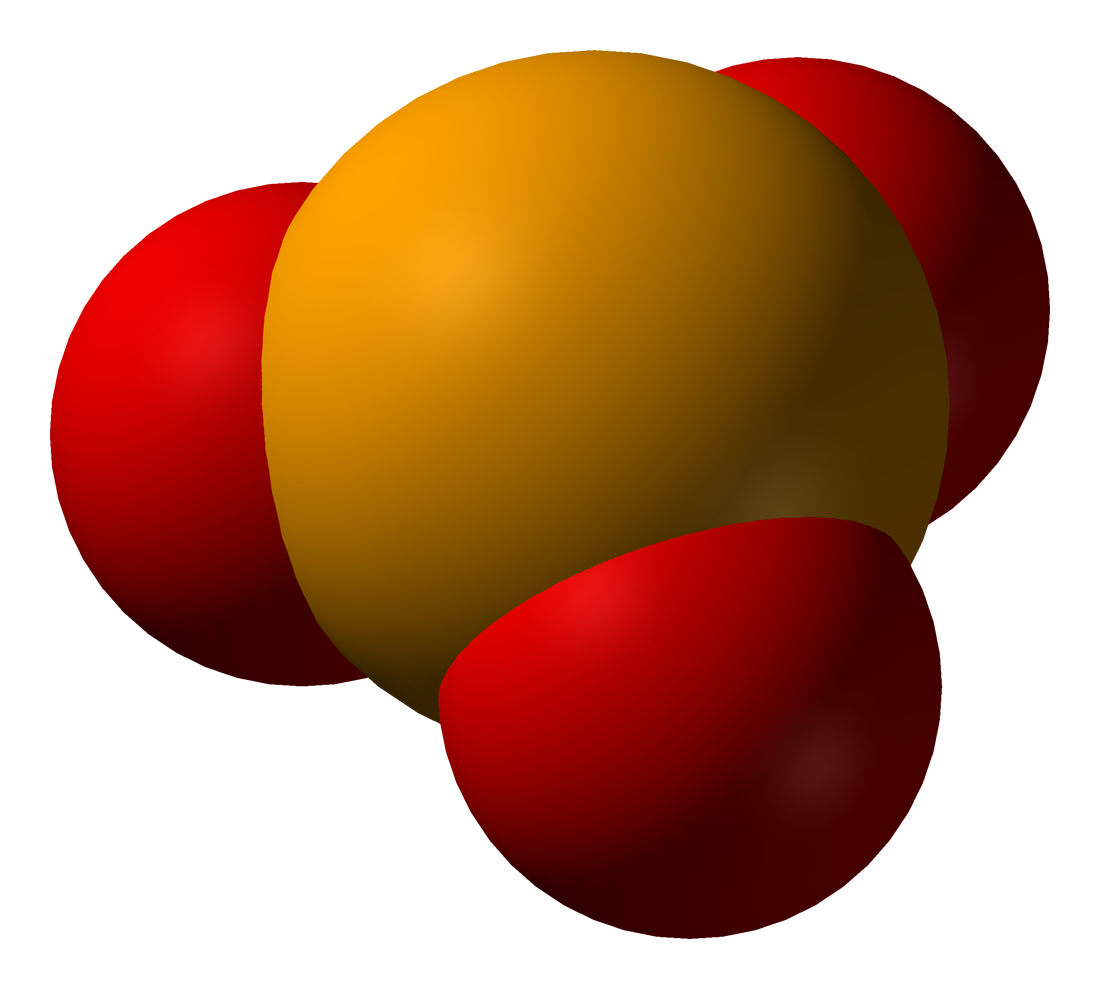
Mô hình không gian ba chiều của ion selenide

Anion selenide là một dạng oxoanion của selen với công thức hóa học SeO32−.
Các hợp chất selenide là hợp chất chứa ion này.
Trong điều kiện acid nhẹ, ion hydroselenide (HSeO3−) được tạo thành; trong điều kiện acid hơn thì acid selenơ (H2SeO3) tồn tại.
Phần lớn các muối selenide có thể được tạo ra bằng cách nung nóng oxide kim loại tương ứng với selen dioxide, chẳng hạn:
Na2O + SeO2 → Na2SeO3.